# Мегавати Сукарнопутри
Дија Пермата Мегавати Сетјавати Сукарнопутри (Јогјакарта, 23. јануар 1947), скраћено Мегавати, индонежанска је политичарка и председница опозиционе Индонежанске демократске партије – борба. Била је пета председница Индонезије од 2001. до 2004. године. Кћер је првог индонежанског председника, Сукарна.

## Биографија
Рођена је 1947. године у Јогјакарти, као кћерка Сукарна и Фатмавати, једне од његових девет супруга. Била је Сукарново друго дете и прва кћерка. Имала је 19 година када је Сукарно изгубио утицај у држави 1966, те га је постепено изгурао и заменио генерал Сухарто. Породица Сукарно је након тога углавном маргинализована и није учествовала у политици. Мегавати је уписала пољопривреду на Универзитету Паџаџаран у Бандунгу, али је одустала 1967, што се поклопило с одласком с власти њеног оца. Године 1970, Сукарно је умро, а она је уписала психологију на Универзитету у Џакарти да би након две године одустала.

### Политичка каријера
Сухарто је тек 1986. године рехабилитовао Сукарна, прогласивши га херојем Индонезије; церемонији је присуствовала и Мегавати. Рехабилитација Сукарна омогућила је Индонежанској демократској партији да на предстојећим парламентарним изборима 1987. године игра на карту носталгије за Сукарном. Мегавати, која је до тада себе видела само као домаћицу, учланила се у ИДП и укључила се у кампању за посланичко место у индонежанском парламенту (Народно представничко веће). ИДП је прихватила Мегавати, као Сукарнову ћерку, ради побољшања популарности. Убрзо је њена слава Сукарнове ћерке надмашила њене говорничке способности, те је бивала све популарнија. Иако је ИДП на изборима завршила последња, Мегавати је добила посланичко место у парламенту. Аутоматски је добила и место у Народној консултативној скупштини.

#### Председница ИДП
Мегавати на следећим изборима није изабрана, али је и даље остала чланица ИДП. Децембра 1993. одржан је конгрес ИДП. Мегавати је била једна од три кандидата који су се такмичили за место председника партије; победила је с великом већином гласова, тако да је одржавање конгреса било само формалност. Сухартова влада није позитивно гледала на њену растућу популарност. Упркос недостатку искуства у политици, уживала је масовну потпору као Сукарнова ћерка, незахваћена корупцијом и поседовала много врлина. Под њеним вођством, ИДП је стекла велику подршку међу градском сиротињом, те урбаном и руралном средњом класом.
Влада је првобитно одбијала да призна Мегаватину победу, те је 1996. одржала Специјални народни конгрес у Медану, на којем је за шефа ИДП изабран њен бивши председник Сурјади. Чланство партије убрзо се поделило на про-Мегавати и анти-Мегавати таборе. Сурјади је запртетио да ће силом заузети седиште партије у Џакарти, што се и десило 27. јула 1996. године. Сурјадијеви људи су (уз помоћ владе) напали штаб ИДП и ушли у окршај с Мегаватиним присталицама. У борбама које су уследиле, Мегаватини људи задржали су надзор над зградом штаба ИДП. Влада се убрзо након тога распала, што је подстакло на опште нереде. Влада је касније за нереде оптужила Народну демократску партију, која је затим отказала подршку Мегаватиној фракцији и признала Сурјадијево вођство у ИДП-у. Њој је било забрањено да учествује на парламентарним изборима који је требало да се одрже 1997. године.
Иако се ово првобитно учинило као њен политички пораз, Мегавати је била морална победница и њена популарност је наставила да расте. Како се приближавало време избора, Мегавати и њени присталице стали су иза Уједињене партије развоја, једне од одобрених опозиционих партија.

#### Политичке промене
Средином 1997. године, Индонезију је захватила тзв. источноазијска економска криза и негативно утицала на њену привреду. До краја јануара 1998, рупија је износила 18.000 насупрот једног долара, док је у децембру однос био 4.000:1. Растући гнев јавности и сталан проблем раширене корупције присилили су Сухарта да поднесе оставку након више од 30 година владавине; привремено га је наследио дотадашњи потпредседник Јусуф Хабибије. Санкције против Мегавати су уклоњене и она је почела да ради на консолидацији свог политичког утицаја. Октобра 1998, њена фракција одржала је Национални конгрес и од тада је позната под именом Индонежанска демократска партија – борба. Мегавати је изабрана за председницу нове партије и представљена као њен кандидат за предстојеће изборе.
ИДП-Б је, заједно с Партијом националног буђења (ПНБ) Абдурахмана Вахида и Партијом националног мандата (ПНМ) Амјен Рајса, била водећа реформска снага у земљи. Упркос њиховој популарности, тројка је заузела умерен став и одлучила да причека с променама након парламентарних избора 1999. године. Јуна 1999, одржани су избори и на њима је ИДП-Б изашла као партија с највише освојених гласова, 33%.
Након победе ИДП-Б на изборима, ојачала је и Мегаватина амбиција да се кандидује за председницу државе. Исламисти, на челу с Партијом уједињеног развоја, били су против тога да на челу државе буде жена. Током припрема за генерално заседање Народне консултативне скупштине за 1999. годину, ИДП-Б формирала је лабаву коалицију с ПНБ. Чинило се да ће њен главни противкандидат бити донедавни потпредседник Хабибије, али је крајем јуна Амијен из ПНМ формирао коалицију исламистичких партија, Централна осовина. Тако су се председнички избори претворили у такмичење троје кандидата.
Хабибије се у међувремену повукао из председничке трке. На председничким изборима, одржанима 20. октобра 1999. такмичили су се Мегавати и Вахид. Мегавати је у почетку водила, али је напослетку изгубила са освојених 313 гласова од стране чланова Народне консултативне скупштине, док је Вахид добио 373 гласа. Пораз који је претрпела Мегавати изазвао је њене присталице на побуну. Нереди су избили на Јави и Балију. Народна консултативна скупштина наредни се дан састала како би изабрала потпредседника. Два кандидата, Акбар Танјунг и генерал Виранто, повукли су се из такмичења, свесни могућности да се нереди још више разбуктају. Трећи, Хамза Хаз, остао је у утрци, али га је Мегавати победила са освојених 396 наспрам његова 284 гласа. Током инаугурационог говора, позвала је на смиривање нареда.

#### Потпредседница
Као потпредседница, Мегавати је поседовала велик ауторитет захваљујући њеној доследности и бројним врлинама карактера. Вахид ју је упутио на решавање сукоба и немира у Амбону (2000—2002), али није постигла пуно успеха у смиривању стања. Први конгрес ИДП-Б одржан је у Семарангу, централна Јава, априла 2000. и на њему је Мегавати избрана на још један мандат председнице партије.
Учврстила је своју позицију унутар партије, обрачунавши се с потенцијалним новим лидерима. Један од њих, Ерос Џарот, протумачио је њене потезе као постепену изградњу култа личности унутар партије, па је изашао из њеног чланства и основао сопствену партију. Иако је Вахид у новој влади виђен као слаб председник, Мегавати није поткопавала његов ауторитет; одржавали су добре односе. Међутим, од 2001. почела је да се удаљава од Вахида и све више истицала жељу да се кандидује за председницу на следећим изборима.

#### Председница
Народна консултативна скупштина уклонила је Вахида с позиције председника 23. јула 2001, те је Мегавати истог дана положила заклетву. Тако је постала пета жена која је била на челу неке муслиманске нације (након Беназир Буто у Пакистану, Тансу Чилер у Турској, Халеде Зије и Хасине Вајед у Бангладешу).
Долазак на власт иконе опозиције против Сухартовог режима првобитно је одушевљено поздрављен, али је ускоро постало очигледно да је њена владавина обележена неодлучношћу те недостатком јасне политичке визије. Добра страна њене владавине био је полаган напредак реформи и избегавање сукоба у корист стабилизације демократије и односа између судске и извршне власти те војске.
Такмичила се на председничким изборима 2004. године за још један мандат (ови избори су били посебни по томе што су били први непосредни избори за председника), надајући се да ће бити прва жена муслманске нације изабрана непосредно од народа, али то се није десило. У другом кругу, одржаном 20. септембра 2004, победио ју је Сусило Бамбанг Јудојоно са 61% освојених гласова. Није учествовала на његовој церемонији полагања заклетве и никад му није честитала на победи.

#### Каснији избори
Поновно се такмичила на председничким изборима 2009. године, али је завршила на другом месту са 26,79% гласова пред Јудојоном. Дневно гласило Џакарта Пост објавило је 27. децембра 2012. године да би партије Мегавати и Јудојоноа могле заједнички да изађу на следећим парламентарним изборима који би требало да се одрже 2014. године.

## Породица
Мегаватин први супруг, поручник Сурендро Супјарсо, погинуо је у авионској несрећи на Папуи 1970. године. Године 1972, удала се за Хасана Гамала Ахмеда Хасана, египатског дипломату. Брак је раскинут убрзо након његовог склапања. Затим је била у браку с Тауфик Кијемасом, који је умро у јуну 2013. године. Пре Тауфика је имала двоје деце (Мохамед Ризки Прамата и Мохамед Прананда), а из брака с Тауфиком једно дете (Пуан Махарани).

## Етимологија имена
Сукарнопутри значи Сукарнова кћи, то је патроним, а не породично презиме; Јаванци најчешће немају презимена. Име Мегавати или само Мега на санскрту значи богиња облака, јер је на дан њеног рођења падала киша.